# Заніно (Бабаєвський район)
Заніно — присілок в Бабаєвському районі Вологодської області.
Входить до складу Борисовського сільського поселення. 
Відстань по автодорозі до районного центру Бабаєво — 66 км, до центру муніципального утворення села Борисово-Судське по прямій — 4 км. Найближчі населені пункти — с.Некрасово, с.Порошино, с.Харчевня. Станом на 2002 рік проживало 27 чоловік.